# Sebastián Kóša
Sebastián Kóša (* 13. September 2003 in Nové Zámky) ist ein slowakischer Fußballspieler.

## Karriere

### Verein
Aus der Jugend des FC Nitra wechselte Kóša zur Saison 2020/21 in die erste Mannschaft von Spartak Trnava. Zuvor gab er am 13. Juni 2020 sein Debüt in der Relegationsgruppe für Nitra und bekam danach noch weitere Einsätze bis zum Saisonende. In seiner Zeit bei Spartak gewann er bislang zwei Mal den slowakischen Pokal und zog mit seiner Mannschaft in der Saison 2023/24 in die Gruppenphase der Conference League ein, wo er in allen Partien eingesetzt wurde.

### Nationalmannschaft
Nach der U15 war Kóša auch in der U17 und der U18 aktiv. Mit der U19 nahm er an der Europameisterschaft 2022 teil und erreichte mit seinem Team den fünften Platz. Die U20 qualifizierte sich für die U-20-Weltmeisterschaft 2023, an der er mit ihr dann auch teilnahm. Ab Juni 2021 bestritt er zudem Spiele mit der U21.
Für die slowakischen A-Nationalmannschaft debütierte Kóša am 23. März 2024, als er bei einer 0:2-Freundschaftsspielniederlage gegen Österreich in der 83. Minute für Norbert Gyömbér eingewechselt wurde. Zur Vorbereitung zur Endrunde bei der Europameisterschaft 2024 wurde er für den vorläufigen Kader nominiert.